# 珊瑚秘抄
『珊瑚秘抄』（さんごひしょう）とは、『源氏物語』の注釈書である。

## 概要
1397年（応永4年）の成立とされる。四辻善成著。全1巻。古注の集大成に位置づけられる『源氏物語』の注釈書『河海抄』の秘説書・秘伝書にあたるものであり、『河海抄』で注を省略した秘説を三十三条集めたものである。 
『河海抄』にはしばしば「秘説あり」「別に記す」等の記述があったため、『水原抄』に対する『原中最秘抄』や『花鳥余情』（一条兼良）に対する『源語秘訣』のように四辻善成による口伝や文書の形で著された秘伝書の存在が可能性としては考えられていた。またそのような「秘伝書に記してある」などとする事柄を伝えたとする文書もいくつかは存在したものの内容的に信頼できるものではなく「怪しげな秘説」を超えるものでは無かった。
そのような中で、本書は文字通りの「秘伝」として室町時代以降の源氏学を担ってきた三条西家に伝えられてきたためその存在が知られることは無かった。しかしながら1930年（昭和5年）頃に当時の三条西家の当主であった三条西公正がその存在を東京帝国大学文学部での同級生であった国文学者の池田亀鑑に教え、池田が詳細な調査を行いその調査結果を学術論文にまとめ発表したことによって広く知られるようになった。

## 本文

### 写本
前述の通り三条西実隆筆と伝えられる三条西家が代々秘蔵してきた写本1部のみが存在している。同写本は1949年（昭和24年）になって学習院大学に寄贈され、現在は学習院大学文学部国文学研究室が所蔵している。

### 影印本
- 紫式部学会編『源氏物語研究と資料 古代文学論叢 第六輯』武蔵野書院、1978年（昭和53年）3月、pp.. 331-396。

### 翻刻本
- 『増補 国語国文学研究資料大成3 源氏物語』上、三省堂、初版1960年（昭和35年）、増補版1977年（昭和52年）、pp.. 224-233。
ただしこの翻刻には不正確なところがいくつか見られるという[3]。